# Radim Bičánek
Radim Bičánek (* 18. ledna 1975, Uherské Hradiště) je bývalý český hokejový obránce. Svou kariéru začal v Dukle Jihlava. Záhy však odešel do zámoří, kde hrál jak v NHL, tak v nižších ligách 10 sezon. V roce 2004 se vrátil zpět do ČR, a to do týmu Znojemských Orlů, ve kterém zůstal dalších 5 sezon a stal se kapitánem mužstva. V roce 2009, po prodeji licence na Extraligu ze Znojma do Brna, přestoupil do Komety Brno. V roce 2013 podepsal roční smlouvu v Karlových Varech. Ve Varech pokračoval až do sezony 2015/16, po které ukončil profesionální hráčskou kariéru.

## Hráčská kariéra
- 1992-93 HC Dukla Jihlava (E)
- 1993-94 Belleville Bulls (OHL)
- 1994-95 Prince Edward Island Sena (AHL, p-o)

Ottawa Senators (NHL)
Belleville Bulls (OHL)
- 1995-96 Worcester IceCats (AHL)
- 1996-97 Ottawa Senators (NHL)
- 1997-98 Detroit Vipers (IHL)

Manitoba Moose (IHL)
Ottawa Senators (NHL)
- 1998-99 Grand-Rapids Griffins (IHL)

Chicago Blackhawks (NHL)
Ottawa Senators (NHL)
- 1999-00 Cleveland Lumberjacks (IHL)

Chicago Blackhawks (NHL)
- 2000-01 Syracuse Crunch (AHL)

Columbus Blue Jackets (NHL)
- 2001-02 Columbus Blue Jackets (NHL)
- 2002-03 Syracuse Crunch (AHL)

Binghamton Senators (AHL)
- 2004-05 HC Znojemští Orli (E)
- 2005-06 HC Znojemští Orli (E)
- 2006-07 HC Znojemští Orli (E)
- 2007-08 HC Znojemští Orli (E)
- 2008-09 HC Znojemští Orli (E)
- 2009-10 HC Kometa Brno (E)
- 2010-11 HC Kometa Brno (E)
- 2011-12 HC Kometa Brno (E)
- 2012-13 HC Kometa Brno (E)
- 2013-14 HC Energie Karlovy Vary (E)
- 2014/2015 HC Baník Sokolov (2. liga)
- 2014-15 HC Energie Karlovy Vary (E)
- 2015-16 HC Energie Karlovy Vary (E)
- Celkem v Extralize: 539 zápasů, 66 gólů, 98 asistencí, 164 bodů a 888 trestných minut.[2]